# بيلي موراي (لاعب كرة قاعدة)
بيلي موراي (بالإنجليزية: Billy Murray)‏ هو لاعب كرة قاعدة أمريكي، ولد في 13 أبريل 1864 في بيبودي في الولايات المتحدة، وتوفي في 25 مارس 1937 في يونغزتاون في الولايات المتحدة.

## وصلات خارجية
- بيلي موراي على موقعبيزبول رفرنس.كوم (الدوري الثانوي) (الإنجليزية)